# Maria De Dominici
Maria De Dominici (Vittoriosa, 6 dicembre 1645 – Roma, 18 marzo 1703) è stata una pittrice, scultrice e monaca cristiana maltese.

## Biografia
Nata in una cittadina sull'isola di Malta, Maria De Dominici è stata terziaria carmelitana e pittrice e scultrice.
Era figlia di Onofrio, orefice di fiducia dei Cavalieri di Malta. La famiglia discendeva da quel gruppo di siciliani, arrivati a Malta 700 anni or sono e passati sotto il dominio di Fenici, di Romani e di Arabi, assorbendo lingua e tradizioni da culture diverse. Crebbe in un ambiente carico di stimoli artistici. Due suoi fratelli divennero pittori: Francesco De Dominici e Raimondo De Dominici, che fu allievo prima di Mattia Preti, poi di Luca Giordano e il cui figlio, Bernardo De Dominici, fu pittore, mediocre, autore di marine e di bambocciate. Un altro nipote era Giampaolo De Dominici, artista versatile, musicista e attore, verseggiatore e anche pittore. Suor Maria visse molti anni a Roma, nel convento carmelitano annesso alla chiesa di Santa Maria in Traspontina. 

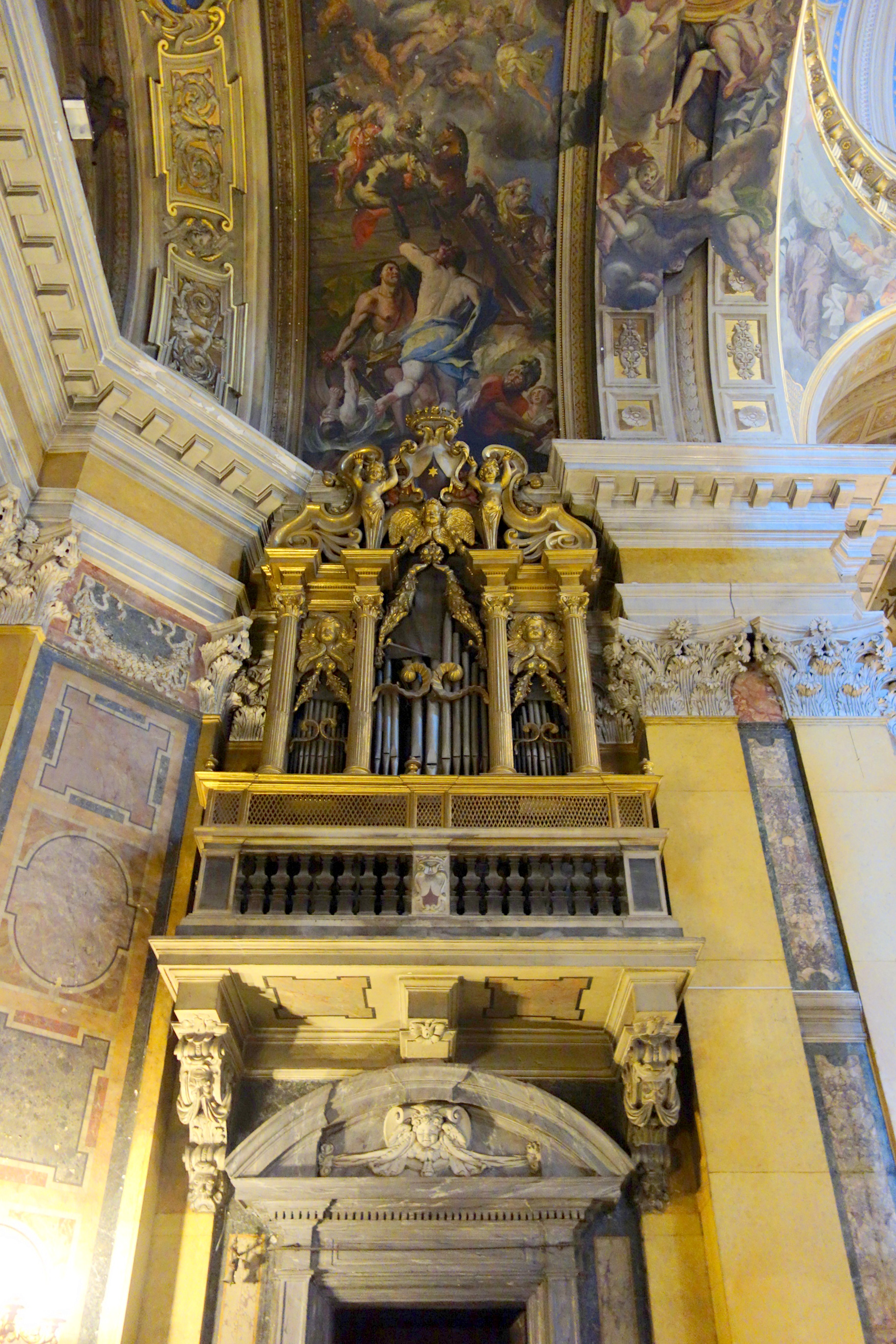
Santa Maria in Traspontina, l'organo

Fu allieva di Mattia Preti, negli anni in cui questo artista a Malta lavorò nella concattedrale di San Giovanni a La Valletta, con il quale collaborò come aiutante nella realizzazione del grandioso apparato pittorico. Il Maestro le donò una piccola collezione di suoi disegni.
Realizzò sculture, da portare nelle processioni: fece un Ecce homo in legno e cartapesta, per le celebrazioni del venerdì Santo del 1675. Eseguì in legno policromo una statua della Immacolata Concezione, per la collegiata di Cospicua, di cui restano vecchie fotografie, perché fu rimodellata nei primi anni del Novecento. Scolpì una Vergine in pietra, per la cripta della chiesa del convento di Santa Caterina a La Valletta. Dipinse anche una Visitazione, ora presente nella sacrestia del duomo di Casal Zebbugi; realizzò la pala del Beato Franco e Cristo che riceve Santa Maria Maddalena de Pazzi, per la chiesa di Nostra Signora del Carmelo di La Valletta, un dipinto dai toni scuri e drammatici, tipici di Mattia Preti, ma con maggiore rigidità nelle figure e con un uso meno sapiente dello sfumato. Due sante carmelitane furono da le dipinte per la stessa chiesa e sono state scoperte durante un restauro, nel 1989. Altre pale d'altare, a Malta, sono state a lei attribuite, ma non si hanno certezze. Il disegno di una Annunciazione, al Museo della Cattedrale di La Valletta, sembra di sua mano.
A Roma scolpì una Vergine in marmo per il marchese Marcello Sacchetti, ambasciatore di Malta a Roma. Il giorno 1 marzo 1703 fece testamento, raccomandando che le pitture che aveva realizzato per la chiesa di Santa Maria in Traspontina non fossero rimosse, ma non fu esaudita.
Bernardo De Dominici, che pubblicò Vite dei pittori, scultori ed architetti napoletani, nel 1742-1743, in tre volumi, opera dedicata agli Eletti della città di Napoli, accenna brevemente a sua zia suor Maria. Precisa tuttavia che Mattia Preti convinse Maria De Dominici a trasferirsi a Roma, dove avrebbe trovato più ampi spazi, per esprimere la sua arte e che la presentò al marchese Sacchetti. Nella Città Eterna frequentò le botteghe di Gian Lorenzo Bernini e Carlo Maratta.
Un cratere, nel pianeta Mercurio, ha preso il nome di Maria De Dominici.

## Opere
- XVII secolo, Santa Teresa e l'Amor profano nell'atto di trafiggerle il cuore con un dardo, statua, opera documentata in una chiesa dei Padri Teresiani.[3]
- XVII secolo, Dipinto altare principale, opera documentata nella chiesa di San Rocco di Casal Attard.[4]
- XVII secolo, Crocefissione, dipinto, attribuzione d'opera documentata nella chiesa della Beata Vergine Maria della Misericordia detta tal-Ħniena (Tempio di Nostra Signora delle Grazie) di Qrendi.[5]